# Messini
Messini  este un oraș în Grecia în Prefectura Messinia.